# Surogat majčinstvo
Surogat majčinstvo, (engl. surrogate motherhood) je odnos - koji često uključuje medicinski potpomognutu oplodnju - u kojoj jedna žena iznosi trudnoću za osobu ili par koji potom usvaja dete. Ovaj oblik majčinstva koji postaje u svetu sve primjenjivaniji oblik usvajanja dece od strane homoseksualnih ili heteroseksualnih pojedinaca i porodica bez dece, iako je u mnogim zemljama sveta surogat majčinstvo zakonom zabranjeno, i kažnjivo zatvorom (npr. u Hrvatskoj — od jedne do deset godina.

## Definicija SZO
Izraz „surogat majčinstvo” se koristi vrlo široko, ali za precizniju formulaciju, surogat majki, treba koristiti definiciju SZO donetu u Ženevi 2001. godine:
| „ | Gestacijski surogat je žena, čija je trudnoća izazvala oplodnje jajnih ćelija koje, kao i sperma pripadaju trećem licu, i u vlasništvu je treće strane. Ona nosi plod uz uslov ili sporazum po kome će nerođenom detetu biti roditelji jednog ili oba lica čiji se gamet koristi za oplodnju. | ” |

## Istorija
Plutarh je među prvima opisao stanje koje podseća na moderan oblik surogat materinstva:
| „ | Stratonika, znajući da njen muž mora da ima legitimnu decu kako bi preneo u nasleđe svoju kraljevsku vlast, ubedila ga je da ima dete sa drugom ženom. Deiotar, fasciniran njenom posvećenošću nasledniku, dao joj je odrešene ruke, i ona je među zarobljenicima izabrala prelepu devojku po imenu Elektru, koja je sa Deiotarom rodila dete, koje je sa njima odrastalo, u velikoj ljubavi i velikodušnosti. | ” |

U starom Rimu, muževi su ako im je žena bila „jalova”, imali decu sa drugom ženom.
Drevna Jevreji bez dece, koristili su žena robova koja su za njih rađale, i time dokazali svoje neotuđivo pravo na bebu.
Kikuiu udovica, koja nema dete, a godine joj ne dozvoljava da ima bebu koja bi nasledila imovinu preminulog muža, može da angažuje ljubavnika i ženu koji će joj rodi naslednika. Takva žena se prikazivala kao supruga pokojnika, jer je angažovan od strane naslednika imovine.
U konstelaciji promena nastalih u Trećem rajhu je i nova društvena uloga žene koje u sve više poprimale ulogu majki i garanta „čelične borbene snage Rajha" u sprečavanju smanjenja potomstva. One su trebalo da budu nepresušni „izvor nacije”, „čuvari moći i večnog veličanja nacije” na „putevima pobede”. Po ideologiji nacionalsocijalista ženama je data važna uloga ne samo u u očuvanju brojnosti nacije, već i u prenošenju „visokokvalitetnog” genoma. Pored navedenog Hitlerova propaganda je uticala i na aktiviranje žena, u okvire nacionalnog i vojnog programa surogat materinstva, i menjala ne samo patrijarhalno shvatanje rodnih odnosa, već je ženi davala i „novu žensku ulogu”, koje su tretirane privremeno kao instrument politike.
Vrhunac nacističke politike predstavljao je pokušaj „uzgajanja rase“, započete Himlerovom inicijativom od 1936. godine. U toku tog programa nazvanog „Izvor života” (nem. Lebensborn), osnivani su posebni majčinski domovi za zbrinjavanje samohranih majki i njihove dece začete prilikom seksualnih kontakata sa SS-ovcima ili drugim rasno pogodnim Nemcima „Rasno vredne” devojke, kako su ih smatrali, su bile dobrovoljno na usluzi SS službenicima za prokreaciju arijevske dece.
Program je bio zasnovan na ideji da se rasno pogodnim ženama omogući da imaju vanbračnu decu. Mada je predstavljan kao napredna mera, Program je u suštini bio izraženo rasistički pokušaj da se podstakne prokreacija. Njime ne samo da je kršena konvencionalna moralnost, već su zloupotrebljavani i mehanizmi kojima je društvo kontrolisalo žensku seksualnost. Prema Himlerovim rečima svaka žena koja je želela dete mogla je da se obrati Lebensbornu u najstrožem poverenju.

## Oblici
U praksi postoje dva oblika surogat majki — rođaka i nepoznata (iznajmljena) majka:
Rođaka do drugog stepena srodstva
To su slučajevi u kojima bliska članica porodice (npr. sestra žene koja ne može zatrudneti ili izneti trudnoću) pristaje biti surogat majka.
Nepoznata surogat majka
Slučajevi nepoznate surogat majke, koji su u praksi češći: i često nazivaju „komercijalno surogat majčinstvo” (engl.„commercial surrogacy”), u kome neplodni parovi iz razvijenih zemalja sveta odlaze u centre za veštačku oplodnju u siromašnijim zemljama.

## Metode
Surogatno majčinstvo može biti tradicionalno ili gestacijsko, koje se razlikuju po genetskom poreklu jajeta. Gestacijsko surogatno majčinstvo je češće nego tradicionalno surogatno majčinstvo i smatra se manje pravno složenim.

### Tradicionalno surogatno majčinstvo
Tradicionalno surogatno majčinstvo (takođe poznato kao delimično, prirodno ili direktno surogat majčinstvo) je ono gde se jajna ćelija surogata oplođuje spermom datog oca ili donatora.
Oplodnja surogata može biti seksualnim putem (prirodna oplodnja) ili veštačkom oplodnjom. Korišćenje sperme donatora rezultira detetom koje nije genetski povezano sa planiranim roditeljem(ima). Ako se sperma nameravanog oca koristi u oplodnji, nastalo dete je genetski povezano sa nameravanim ocem i sa surogatom.

### Gestacijsko surogatno majčinstvo
Gestacijsko surogatno majčinstvo (takođe poznato kao domaćin ili puno surogatno majčinstvo) je prvi put ostvareno u aprilu 1986. godine. To se dešava kada se embrion stvoren tehnologijom vantelesne oplodnje (IVF) implantira u surogat, koji se ponekad naziva i gestacijski nosilac. Gestacijsko surogatno majčinstvo ima nekoliko oblika, i u svakom obliku, nastalo dete je genetski nepovezano sa surogatom:
- Embrion se stvara korišćenjem sperme predviđenog oca i nameravanih majčinih jajnih ćelija;
- Embrion se stvara korišćenjem očeve sperme i jajne ćelije donora;
- Embrion se stvara korišćenjem predviđene majčine jajne ćelije i sperme donatora;
- Embrion donora se prenosi na surogat. Takav embrion može biti dostupan kada drugi koji se podvrgavaju IVF-u imaju preostale embrione, koje doniraju drugima. Nastalo dete je genetski nepovezano sa predviđenim roditeljem(ima).[10]

## Zakonska regulativa
Surogat majčinstvo nije dozvoljeno u mnogim zemljama sveta, pre svega zbog velike mogućnosti zloupotrebe ovog „pravnog odnosa”, a na osnovu podataka o lošim pokazateljima ishoda uvođenja ove usluge u mnogim zemljama Evrope i sveta. Tako je u pojedinim zemljama Evrope, za donošenje zabrane surogat majčinstva, uzeta obzir i skorašnja rezolucija Evropskog parlamenta, kojom se osuđuje praksa surogat materinstva u svim njenim oblicima, kao i dokazana praksa izigravanja zakonskih okvira za istu, u zemljama u kojima je dozvoljeno surogat materinstvo.
Surogat materinstvo u Svetu
Surogat materinstvo dozvoljeno je u SAD, Kanadi, Engleskoj, Poljskoj, Rusiji, Češkoj, Indiji, Ukrajini, Makedoniji, Grčkoj, Rumuniji, Holandiji…
Stav Republike Srbije o surogat materinstvu
Ministarstva zdravlja Srbije, a u skladu sa rezolucija Evropskog parlamenta, kojom se osuđuje praksa surogat materinstva u svim njenim oblicima, ovako obrazlaže zabranu ove usluge:
| „ | Surogat majčinstvo nije dozvoljeno pre svega zbog velike mogućnosti zloupotrebe ovog „pravnog odnosa”, a na osnovu podataka o lošim pokazateljima ishoda uvođenja ove usluge u mnogim zemljama Evrope i sveta. Takođe, uzeta je u obzir i skorašnja rezolucija Evropskog parlamenta kojom se osuđuje praksa surogat materinstva u svim njenim oblicima, kao i dokazana praksa izigravanja zakonskih okvira za istu, u zemljama u kojima je dozvoljeno surogat materinstvo. Kao i da je: Analiza rezultata višegodišnje prakse surogat majčinstva upućuje na zaključak da se radi o komercijalizaciji ove usluge. Sistem koji je trebalo da bude zasnovan na čistom nesebičnom odnosu između surogat majke i para koji ne može drugačije ostvariti roditeljstvo, dakle, na odnosu koji pre svega nije zasnovan na sticanju materijalne koristi, u praksi jednostavno nije takav. Dokazano da su surogat majke po pravilu iz siromašnih porodica. Velikog odjeka je imala objavljena analiza o rezultatu čestog odlaska nemačkih parova u Ukrajinu, po uslugu „surogat majčinstva” koja je ukazala da je veliki broj dece rođene sa genetskim i fizičkim manama bilo ostavljeno od obe strane „pravno-ugovornog odnosa”, a kako ih niko posle porođaja nije hteo, ostavljana su na brigu državi. | ” |

## Cene usluga
Glavno „tržište” za tu delatnost je trenutno Indija, za koju se procenjuje da poseduje preko tri hiljade klinika koje nude takve usluge: aranžman koji uključuje usluge klinike i nagradu surogat majci u vrednosti od skromnih 11.000 američkih dolara.
U Poljskoj usluga košta između 15.000 i 20.000 američkih dolara, u Kanadi, surogat majka ne može da bude plaćena, ali ima pravo na otplatu troškova od oko 50.000 dolara. Ova vrsta materinstva dozvoljena je u šest američkih država i košta od 80.000 do 170.000 dolara.
Žene u Rusiji ovu vrstu „usluge” naplaćuju 42.000 evra, a u Velikoj Britaniji i do 15.000 hiljada funti, dok je u Ukrajini cena od 25.000 do 30.000 evra.

## Primeri surogat majčinstva
Među medijski praćene slučajeve surogat majčinstva spada aranžman u kojem su decu dobili slavni britanski muzičar ser Elton John i njegov istospolni partner David Furnish.
U medijima na engleskom govornom području veliku pažnju je privukao slučaj „Baby Gemma” iz 2014. godine, u kome je surogat majka iz Tajlanda iznela trudnoću za australijski par, uz nagradu od 15.000 američkih dolara. U ovom rođeni su blizanci, od koji je jedan bolovao od Daunovog sindroma - taj dečak je uz nepoštovanje ugovora, ostavljen majci. Nakon toga su tajlandske vlasti najavile donošenje zakona kojima bi se surogat majčinstvo stavilo izvan zakona.

## Napomene
1. ↑  Surogatno majčinstvo je u Hrvatskoj zabranjeno prema Čl. 10. st. 1. Zakona o medicinski pomognutoj oplodnji] iz 2012. god, po kome umjetnoj oplodnji smiju pristupiti ljudi koji žive u zajednici - bračnoj ili izvanbračnoj. Kazneni zakon Hrvatske za takvu praksu predviđa kaznu od jedne do deset godina zatvora (Čl. 182. st. 1. Kaznenog zakona Hrvatske

## Literatura
- Teman, Elly (March, 2010). "Birthing a Mother: The Surrogate Body and the Pregnant Self". Berkeley: University of California Press.
- Siegel-Itzkovich, Judy (April 3, 2010). "Womb to Let". The Jerusalem Post.
- Li, Shan (February 18, 2012). "Chinese Couples Come to U.S. to Have Children Through Surrogacy". Los Angeles Times.

## Spoljašnje veze
- Surogat majčinstvo: Legalizacija u nekim zemljama je i dalje polemika, a ovakve su cijene za to u svijetu Архивирано на веб-сајту  (9. јул 2018) (језик: хрватски)
- Manojlović, Ana (26. 5. 2019). „Iznajmljene porodilje rodile etičke dileme”. Radio-televizija Srbije. Приступљено 26. 5. 2019.
- "Surrogacy", Better Health Channel, State Government of Victoria, Australia